# Filip Zaleski
Filip Zaleski, plným jménem Filip Krzysztof Artur Zaleski, též Filip Krzysztof hrabia Zaleski z Otoka (25. září 1836 Truskavec – 24. září 1911 Lvov), byl rakousko-uherský, respektive předlitavský státní úředník a politik polského původu z Haliče, v letech 1888–1893 ministr pro haličské záležitosti.

## Biografie
Byl nositelem šlechtického erbu Dołęga. Vystudoval právo na Vídeňské univerzitě. Od roku 1857 nastoupil do státních služeb, nejprve jako úředník na místodržitelství v Dolních Rakousích. Po čtyřech letech se vrátil do Haliče. Zde zastával v letech 1867–1869 funkci starosty města Čortkiv a pak od roku 1869 do roku 1871 ve městě Berežany. V letech 1883–1887 zastával funkci místodržícího Haliče. Ve funkci místodržitele řešil otázku snížení železničních tarifů pro Halič i ochranu lesního bohatství této země. Kromě toho se musel zabýval i národnostními požadavky haličských Ukrajinců.
V období 1881–1907 (podle jiných údajů jen do roku 1905) byl poslancem Haličského zemského sněmu. Působil i jako poslanec vídeňské Říšské rady (celostátního parlamentu). Nastoupil do ní 30. ledna 1889 místo Stanisława Starzyńského. Reprezentoval velkostatkářskou kurii v Haliči. Mandát obhájil ve volbách do Říšské rady roku 1891 a setrval zde do konce funkčního období sněmovny, tedy do roku 1896. Od února 1894 zastával funkci místopředsedy, po dvou měsících dosáhl dokonce postu předsedy Polského klubu. Na funkci rezignoval v roce 1896, oficiálně ze zdravotních důvodů (zhoršující se sluch). K rezignaci přispěla i kritika od členů Polského klubu z Krakova, kteří ho považovali za příliš měkkého a málo energického předáka jejich poslanecké frakce. Byl členem mnohých hospodářských a kulturních organizací v Haliči. Roku 1897 byl jmenován doživotním členem Panské sněmovny
11. října 1888 se stal ministrem pro haličské záležitosti Předlitavska ve vládě Eduarda Taaffeho. Na ministerském postu setrval do 11. listopadu 1893. Podle jiného zdroje funkci ve vládě držel jen do února 1893, přičemž rezignoval již 12. listopadu 1892. Jako ministr se zasloužil od odpis haličského dluhu.
Po odchodu vlády se nadále angažoval na parlamentní úrovni, i jako předseda několika výborů sněmovny.
Jeho synem byl Wacław Zaleski, jenž se rovněž politicky angažoval.